# Riberhus

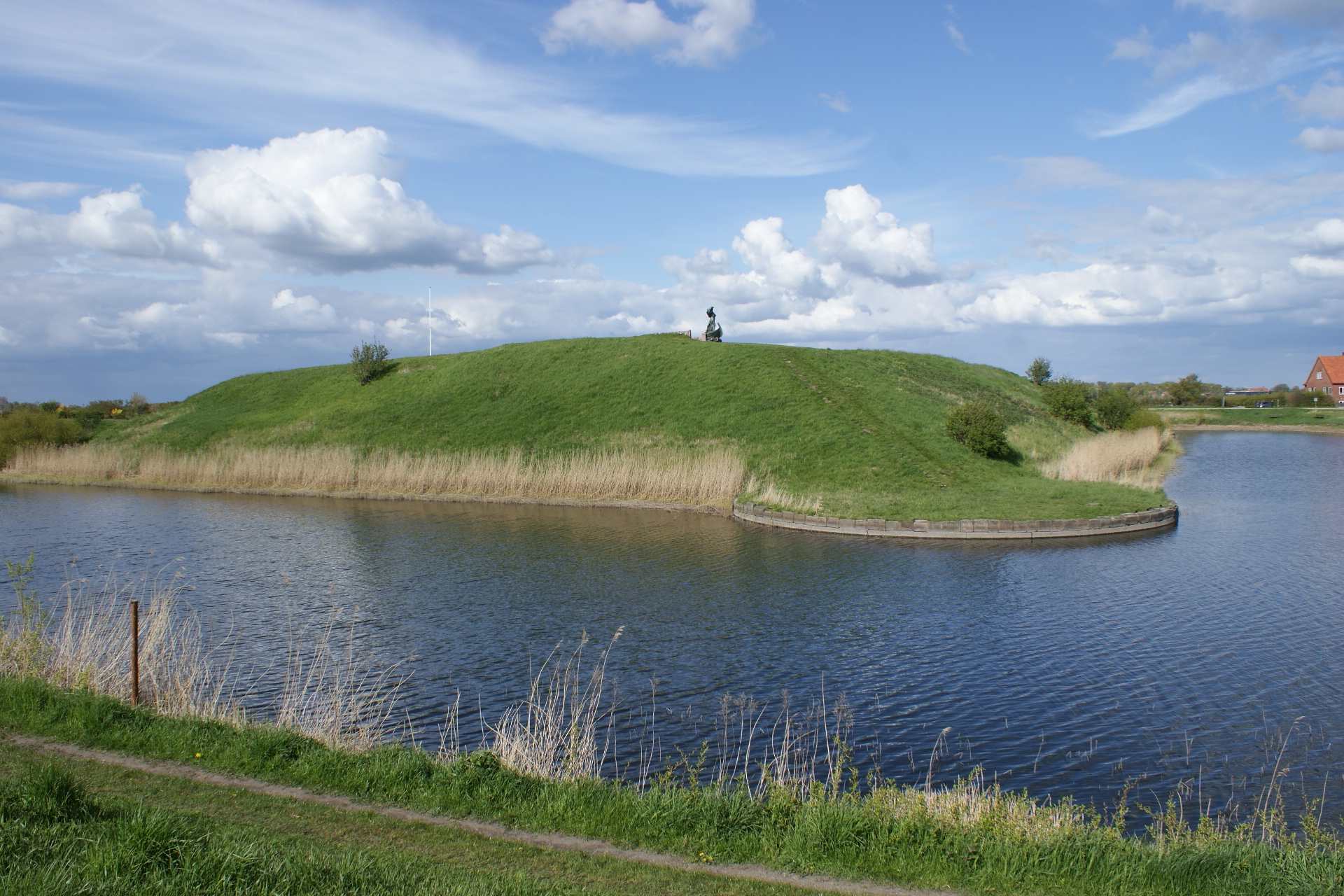
Borgvall och vallgrav idag

Riberhus var en gränsborg i Ribe i Jylland i Danmark.
Riberhus uppfördes som gränsborg i början av 1100-talet under kung Nils. Det byggdes i markslandet omedelbart väster om Ribe på en åtta meter hög borgvall och omgavs av vallgravar. Det ingår i folksägnerna om drottning Dagmar och det finns en staty av henne på borgvallen. Det användes till och med 1300-talet regelbundet som kungaresidens av det kringresande danska hovet.
Sista gången borgen byggdes till var på 1500-talet under kung Kristian III.  Riksamiralen Albert Skeel disponerade slottet mellan 1601 och 1627 och åter mellan 1628 och 1639.
Slottet blev skadat 1659 under kriget med Sverige. Det användes från 1685 som stenbrott och revs. Borgvallen undersöktes arkeologiskt av Nationalmuseum i början av 1940-talet och borgresterna restaurerades. Vallgrav, borgvallar och begränsade rester av murarna återstår idag.

## Fotogalleri

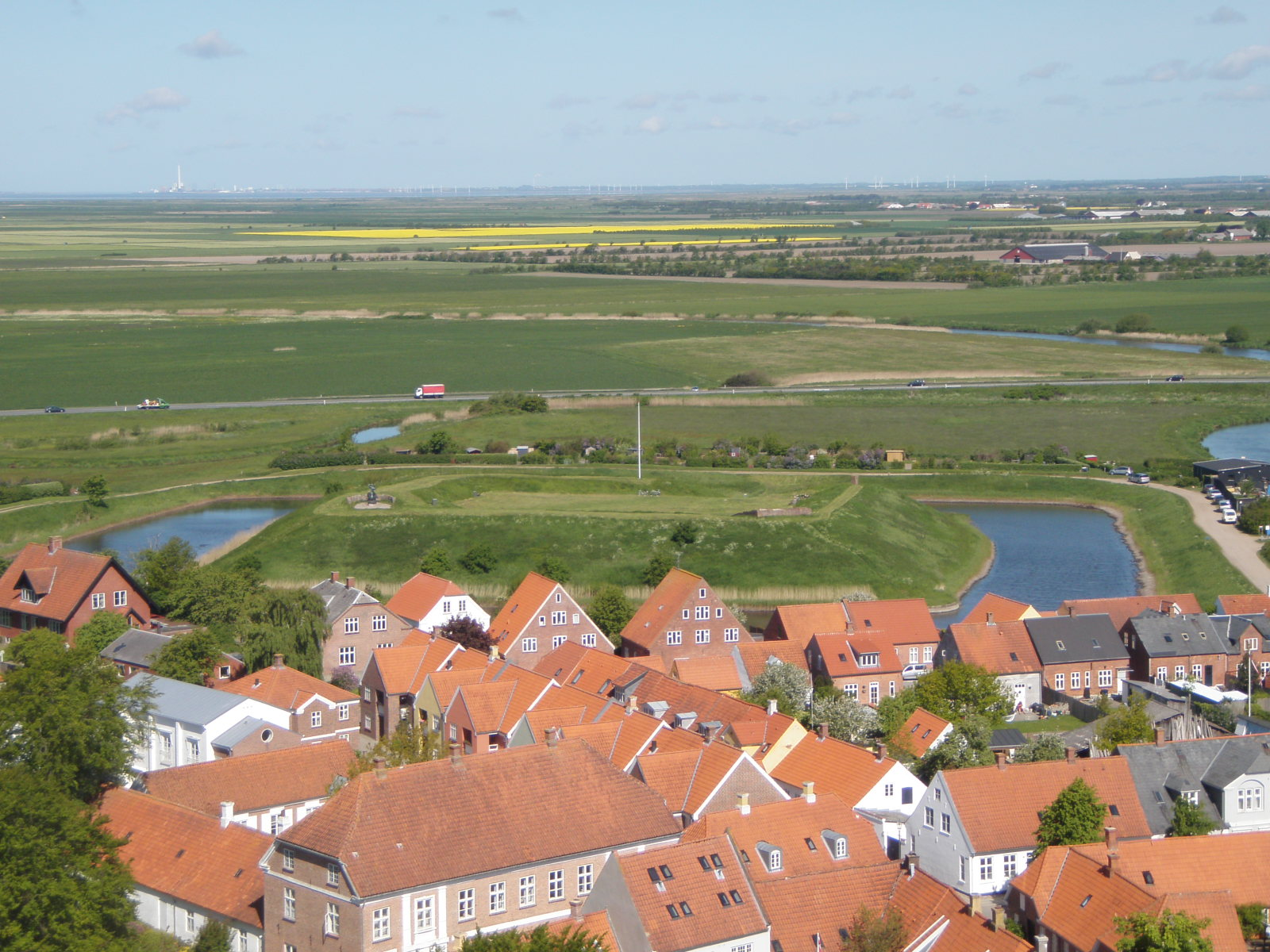
Riberhus från domkyrkotornet mot havet i väster
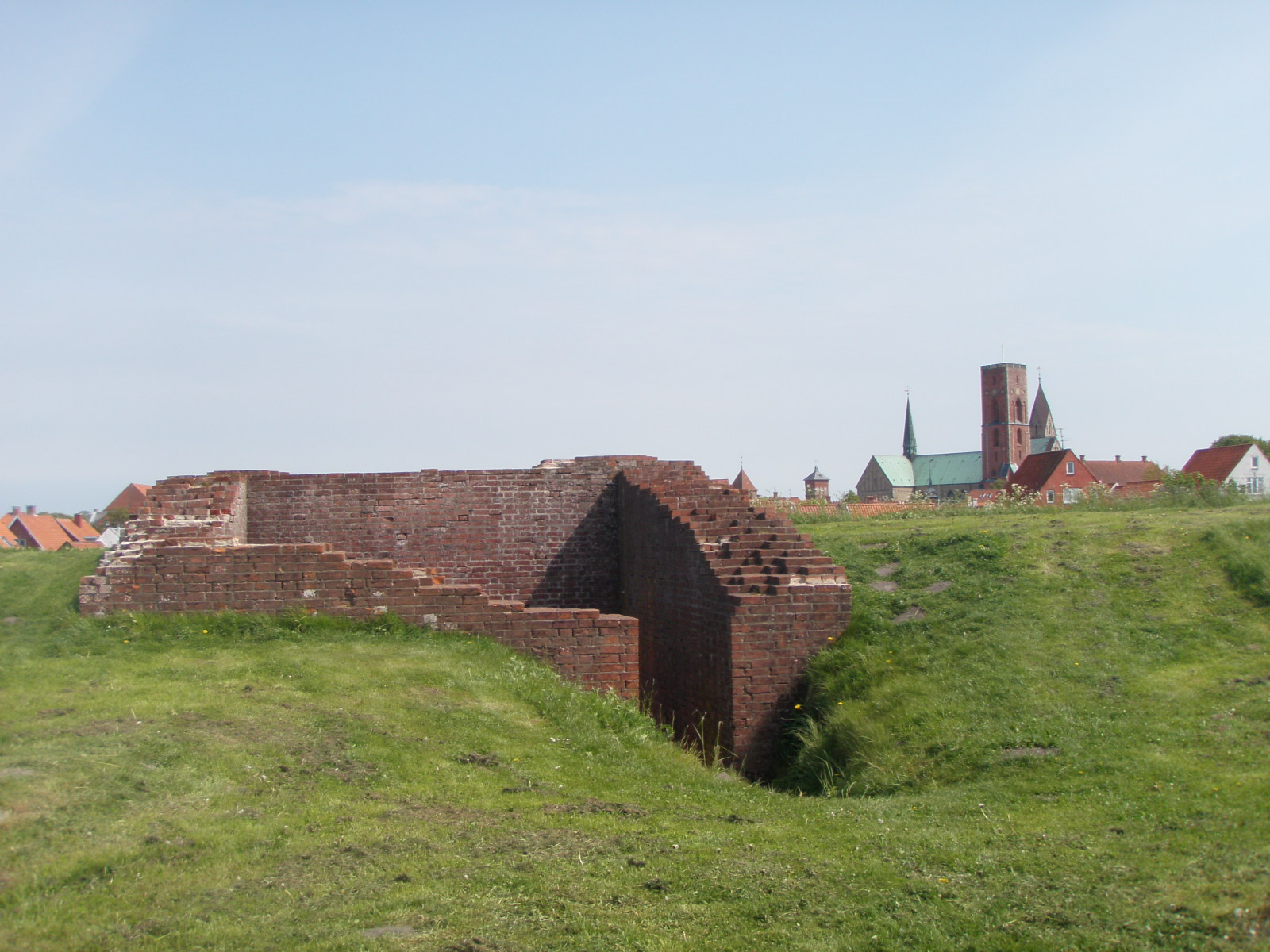
Ruin av Riberhus
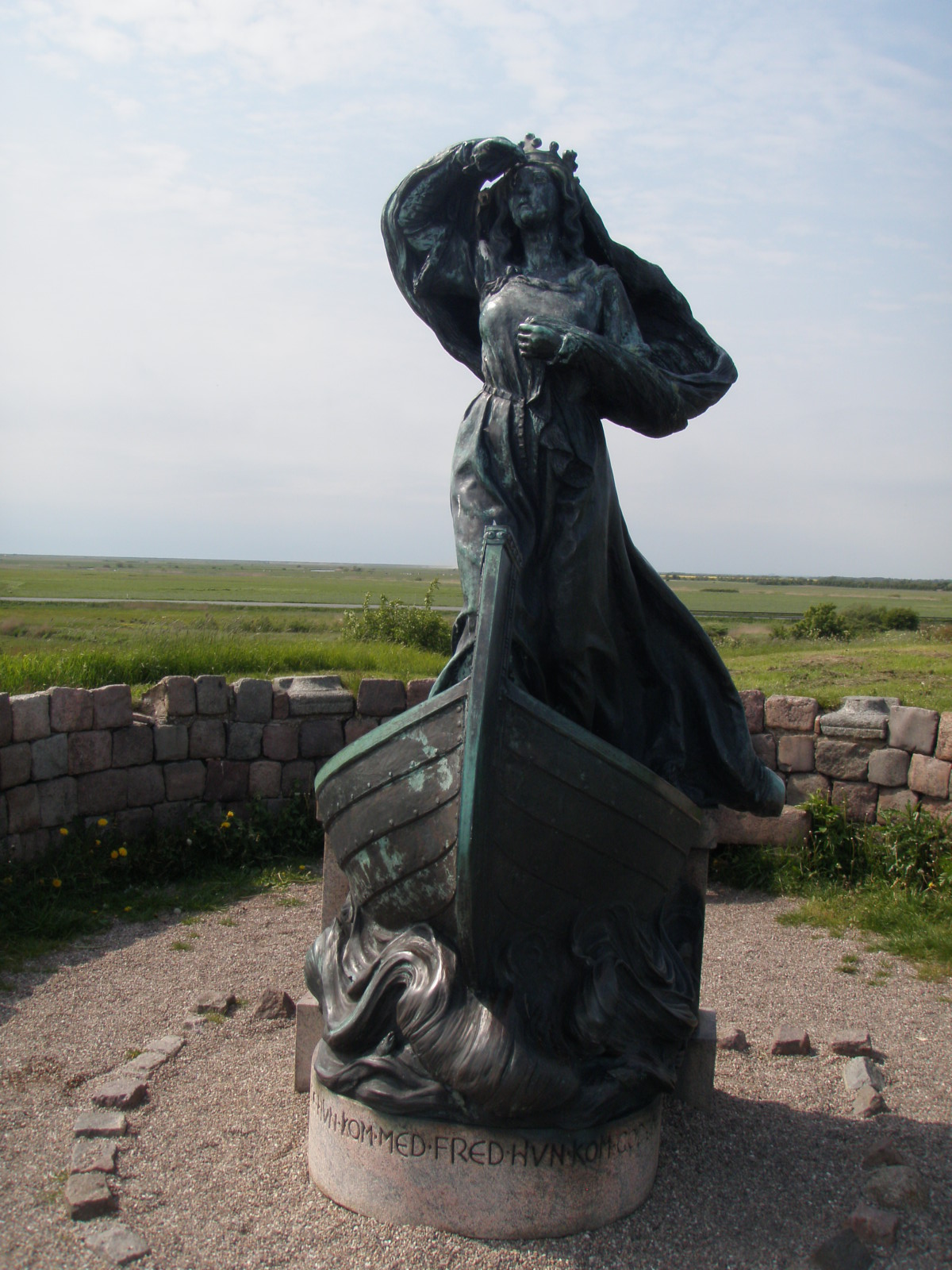
Staty av Drottning Dagmar som enligt en sägen dog på Riberhus 1212
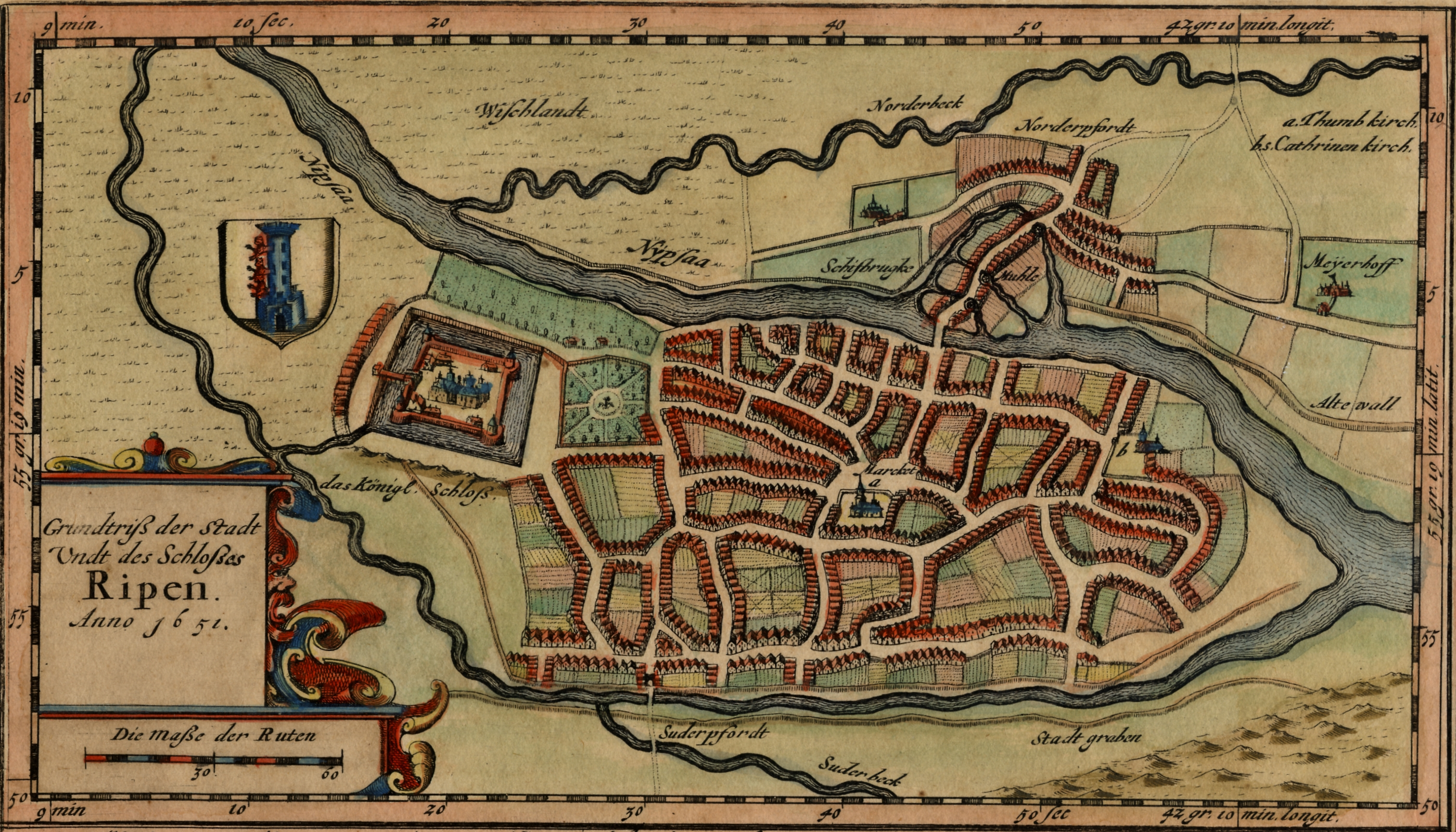
Karta över Ribe med Riberhus